# Powstanie uwięzionych oficerów Armii Czerwonej w łagrach Peczory
Powstanie uwięzionych oficerów Armii Czerwonej w łagrach Peczory (ros. Bосстание заключенных офицеров Советской армии в Печорских лагерях) – antysowieckie wystąpienie zbrojne w ZSRR w II poł. lat 40. XX wieku
Latem 1948 r. w łagrach nad Peczorą w Republice Komi doszło do buntu osadzonych tam byłych wojskowych Armii Czerwonej. Na ich czele stanął były podpułkownik Boris Miechtiejew. Buntownicy zamierzali opanować kolejne obozy, po czym pomaszerować w kierunku Workuty w celu zdobycia miasta i oswobodzenia katorżników pracujących w okolicznych kopalniach. Jednakże w odległości około 60 km przed Workutą w okolicy wsi Czum (Seida) zostali oni zaatakowani z powietrza przez lotnictwo wojskowe, a następnie oddziały lądowe specjalnego przeznaczenia wzmocnione czołgami i artylerią i rozproszeni. Po 2 tygodniach walk większość buntowników zginęła. Boris Miechtiejew został schwytany i po osądzeniu skazano go na karę 25 lat więzienia. Część buntowników małymi grupami przedostała się w góry Uralu, gdzie przez pewien czas ukrywali się przed ścigającym ich wojskiem.